# 3. SS oklopna divizija "Totenkopf"
3. SS oklopna divizija "Totenkopf" ("Mrtvačka glava" ili "Lubanja"), kasnije preimenovana u 3. SS mehaniziranu diviziju Totenkopf (njemački: 3. SS-Panzer-Division "Totenkopf i 3. SS-Panzergrenadier-Division "Totenkpf") bila je jedna od 38 divizija Waffen SS-a tijekom razdoblja Drugog svjetskog rata. Prije nego što je imala status divizije, ova formacija je nosila naziv Kampfgruppe Eicke. Divizija je poznata po svome obilježju i po tome što su većina novaka bili pripadnici SS-Totenkopfverbände (stražara iz sabirnih logora).
Totenkopf divizija je bila jedna od "germanskih" divizija Waffen SS-a. Među takvima su bile i sljedeće divizije: 1. SS oklopna divizija "Leibstandarte SS Adolf Hitler", 2. SS oklopna divizija "Das Reich" i 5. SS oklopna divizija "Wiking".

## Formacija i Slučaj žuto
Divizija Totenkopf formirana je u listopadu 1939. Totenkopf je uglavnom bio sastavljen od stražara iz konc-logora i SS Heimwehra Danzig. Divizijski časnici bili su iz SS-Verfügungstruppea (SS-VT), od kojih su mnogi pokupili ratno iskustvo iz invazije na Poljsku. Divizijom je zapovjedao SS Obergruppenführer Theodor Eicke. Tijekom bitke za Francusku divizija je bila naoružana oružjem iz okupirane Češke, tj. oružjem Čehoslovačke vojske.
Propustivši Slučaj bijelo (tj. napad na Poljsku), Totenkopf je držan kao pričuva tijekom napada na Francusku i zemlje Beneluksa. Divizija je poslana u borbu 16. svibnja u Belgiju. Vojnici SS Totenkopfa bili su fanatici, pa su se tako i borili – fanatički, što je natjeralo diviziju da trpi ogromne gubitke ljudstva.
Tek nakon tjedan ratovanja, divizija je počinila svoj prvi ratni zločin. U Le Paradisu 1. odred 4. satnije, vođen SS Obersturmführerom Fritz Knöchleinom, strijeljao je strojnicom 97 od 99 britanskih časnika koji su bili pripadnici pukovnije Royal Norfolk nakon što su im se časnici predali; dva su preživjela. Poslije rata Knöchlein je bio osuđen, a 1948. osuđen je na smrt vješanjem zbog ratnih zločina.
Totenkopf je sudjelovao u mnogim akcijama tijekom napada na Francusku. Sjeveroistočno od Cambraia divizija je zarobila 16 000 francuskih ratnih zarobljenika. Divizija je, pokušavajući doseći obalu, susrela jaku anglo-francusku vojsku s kojom se morala obračunati, a u toj borbi vojnici SS Totenkopfa počeli su paničariti. Totenkopf je bio prisiljen da topništvo postavi kao protu-tenkovske topove, a spasila ih je jedino intervencija Luftwaffeovih napadača. Kasnije divizija trpi velike gubitke prilikom zauzimanja kanala La Bassée. Nailaze na jak otpor s obje strane iz Béthunea i Le Paradisa. Francuski vojnici koji su se predali osnivaju diviziju u blizini španjolske granice, gdje je divizija i ostala da se odmori i obnovi, sve do travnja 1941. Totenkopf je trpio teške gubitke tijekom Frnacuske kampanje, uključujući i smrt 300 časnika. Zamjena je uskoro stigla, divizija je popunjena u punu snagu. Ovaj put novaci su bili obični vojnici Waffen SS-a, a ne stražari iz konc-logora. Također je i sve topništvo divizije bila u punoj brojnosti i snazi.

## Barbarossa – Demjanski džep
U travnju 1941. divizija se pomaknula na sjever da se pridruži Vojnoj skupini Sjever general-felmdaršala von Leeba. Leebova skupina imala je zadatak da ide prema Lenjingradu i činila je sjeverno krilo Operacije Barbarossa. Totenkopf je bio u borbama u Litvi i Latviji, i do srpnja dostigli su snažnu Staljinovu liniju. Divizija je napredovala od Demjanska prema Lenjingradu gdje su ušli u tešku borbu koja je trajala od 31. srpnja do 25. kolovoza 1941. 
Tijekom jeseni i zime 1941. Sovjeti su pokrenuli brojne operacije protiv njemačke linije na sjeveru ratišta. Tijekom jedne od tih operacija, Totenkopf je bio okružen Crvenom armijom na nekoliko mjeseci, to je poznatije kao Demjanski džep. Tijekom tih bitaka Totenkopf je patio od toliko velikih gubitaka da se vratio na staru veličinu "Kampfgruppe Eicke". Divizija je vodila iscrpljujuće borbe kako bi sačuvala taj džep. SS Hauptsturmführer Erwin Meierdress iz Sturmgeschütze-Batterie Totenkopf formirao je Kampfgruppu koja je imala oko 120 ljudi i čuvala strateški važan grad Bjakovo i odbijala brojne neprijateljske napade da zauzmu grad. Tijekom tih bitaka, Meierdress je osobno uništio nekoliko sovjetskih tenkova u svome StuG III. Odlikovan je Željeznim križom za svoja dijela tijekom tih borbi. U travnju 1942. divizija je probila džep i uspjela doseći do prijateljskih linija.
U Demjansku je 80% vojnika izgubilo život u akciji. Ostatci Totenkopfa su vraćeni u kasnome listopadu 1942. u Francusku na obnovu. Dok su boravili u Francuskoj, divizija je sudjelovala u Slučaju Anton, preuzimanju Višijske Francuske u studenom 1942. Za vrijeme ove operacije, divizija je ospkrbljena Panzer pukovnijama (oklopnim pukovnijama) i redizajnirana kao 3.SS-Panzergrenadier-Division Totenkopf (3. SS mehanizirana divizija "Totenkopf"), zahvaljujući trudu Himmlera i SS Obergruppenführera Haussera, sve SS panzergrenadier (mehanizirane) dobile su cijele oklopne pukovnije, pa su bile u cijelosti oklopne osim u imenu. Divizija je ostala u Francuskoj do veljače 1943. kada je njihov stari zapovjednik Theodor Eicke ponovno preuzeo zapovjedništvo nad divizijom.

## Sastav divizije od 1943.
- Pukovnijski stožer
- SS mehanizirana pukovnija 5 Totenkopf (često i netočno nazivana "Thule")
  - I. bojna
  - II. bojna
  - III. bojna
- SS mehanizirana pukovnija 6 Theoder Eicke
  - I. bojna
  - II. bojna
  - III. bojna
- SS oklopna pukovnija 3
  - I. bojna
  - II. bojna
- SS Panzerjäger bojna 3
- SS Sturmgeschütz bojna 3
- SS Motorizirana topnička pukovnija 3
- SS Protu-zrakoplovna bojna 3
- SS Motorizirana signalska bojna 3
- SS Motorizirana izvidnička bojna 3
- SS Motorizirana pionirska bojna 3
- SS Dina 3
- SS Ratna bolnica 3
- SS Izvještajni vod 3
- SS Jednica vojne policije 3
- SS Pričuvna bojna 3